# سام فوستر
سام فوستر (بالإنجليزية: Sam Foster)‏ هو سياسي بريطاني، ولد في 7 ديسمبر 1931 في المملكة المتحدة، وتوفي في 19 أغسطس 2014 في المملكة المتحدة. حزبياً، نشط في حزب ألستر الوحدوي. في انتخابات الجمعية التشريعية لأيرلندا الشمالية، 1998 ‏، انتخب عضو الجمعية التشريعية الأولى لأيرلندا الشمالية عن دائرة فيرماناغ وتيرون الجنوبية ‏ وقد انضم خلال فترته النيابية ‏ (25 يونيو 1998 – 28 أبريل 2003)  للكتلة البرلمانية حزب ألستر الوحدوي وانتخب وزير البيئة ‏ (29 نوفمبر 1999 – 20 فبراير 2002).